# Тёша (кулинария)
Тёша — жирная, брюшная часть туши лососёвых рыб (чаще всего ― кеты, горбуши, нерки или сёмги), представляющая собой полоску с высокой жирностью, сочностью и мягкой структурой. Продукт особенно популярен на Дальнем Востоке России и в северных регионах страны.

## Описание
Тёша вырезается вдоль нижней части туши рыбы, от головы до хвоста. Эта часть отличается высоким содержанием жира, поэтому после засола или копчения она получается особенно нежной и насыщенной по вкусу.

## Способы приготовления
Тёшу чаще всего солят (в том числе по-домашнему) или коптят. Также она может использоваться в качестве закуски, гарнира к блюдам из картофеля, а иногда — как самостоятельное угощение на праздничном столе.

## Культурное значение
Тёша считается деликатесом и нередко выделяется в отдельную категорию на рынках и в магазинах. В русской кухне ей традиционно приписывается статус «лакомого кусочка».